# 카시오타 두르비노
카시오타 두르비노(Casciotta d'Urbino)는 카시오타 치즈의 일종으로 이탈리아 마르케주의 페사로에우르비노현에서 생산된다.
양유 7-80%와 2-30%의 우유를 섞어 만든다. 고대 때부터 만들어지기 시작했으며 미켈란젤로가 좋아하던 치즈로 알려져 있다.

## 참고 문헌
- Rubino, R., et al. (2005), Italian Cheese, ISBN 88-8499-111-0
- (이탈리아어) Formaggio.it - Profile